# Peter Anders

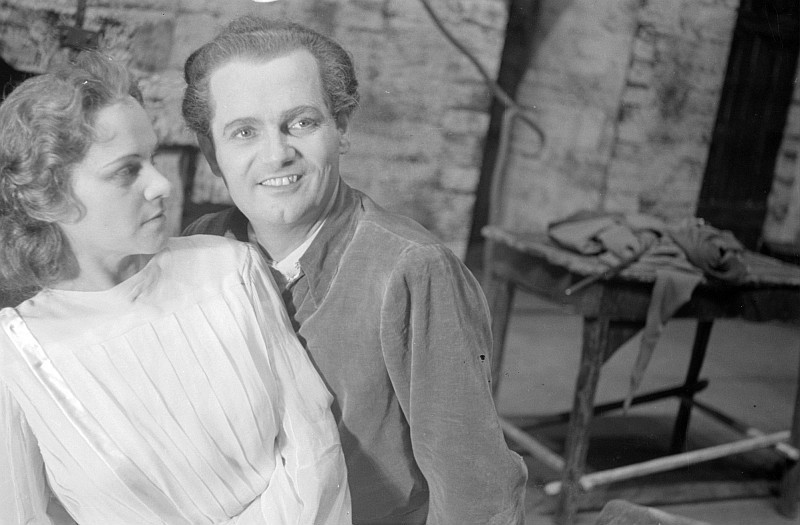
Peter Anders

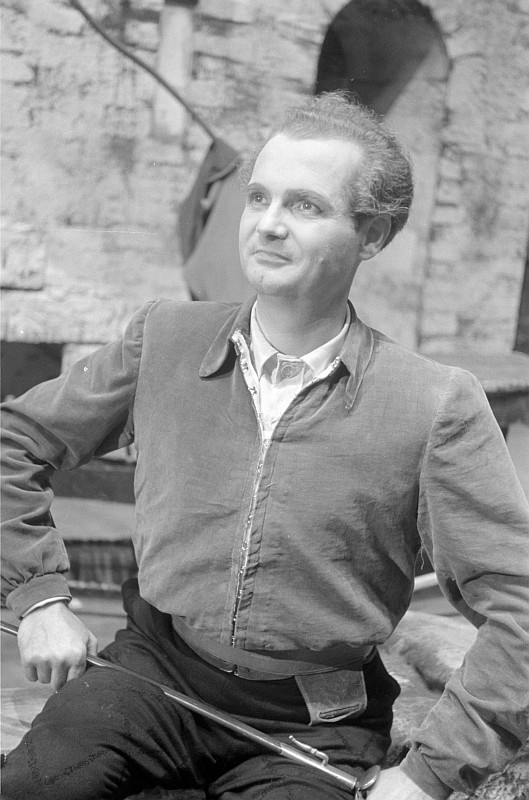
En Rigoletto

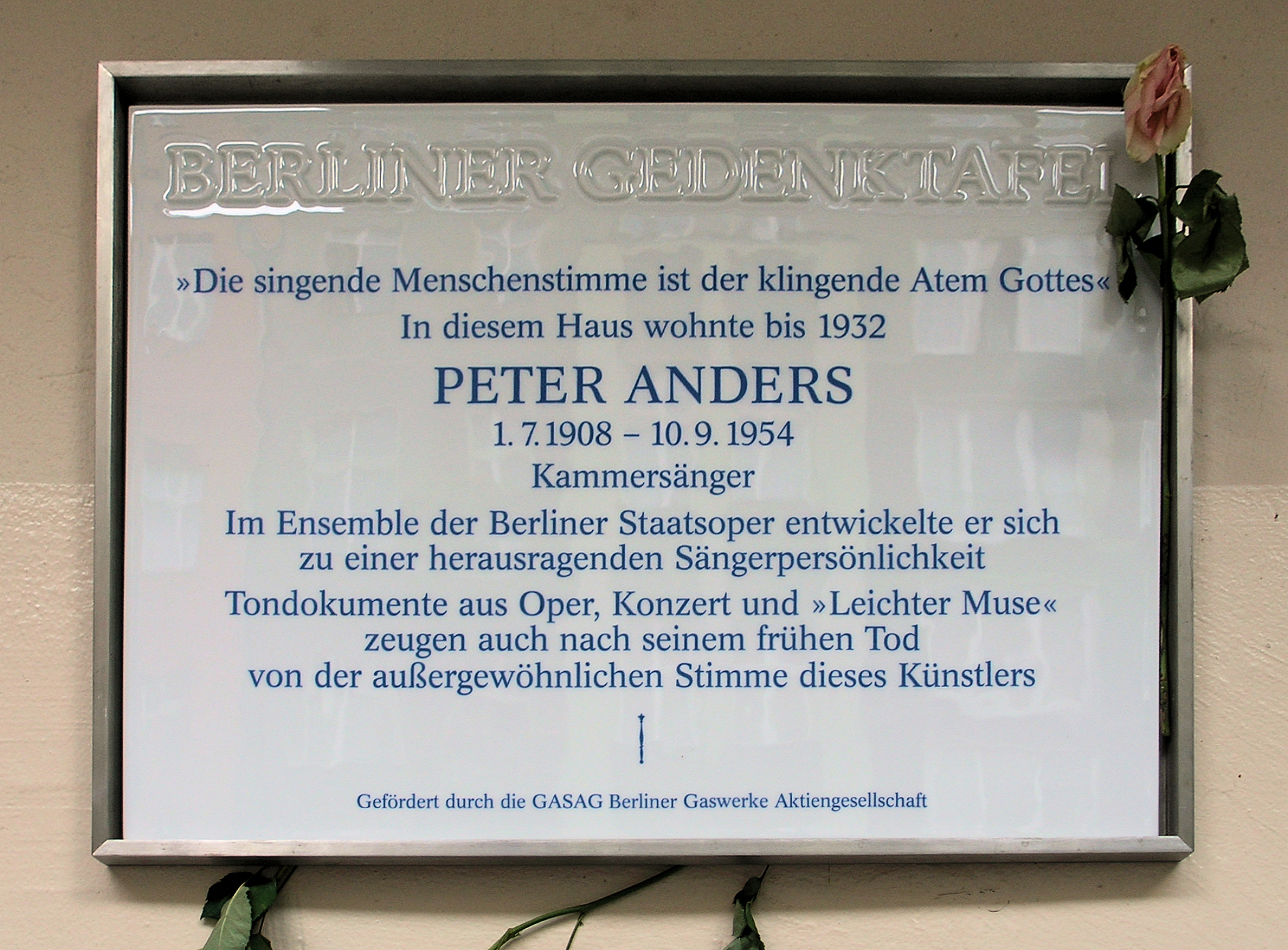

No debe confundirse con los futbolistas alemanes o el cantautor estadounidense llamados también Peter Anders.
Peter Anders (Essen, Alemania, 1 de julio de 1908 - Hamburgo, 10 de septiembre de 1954) fue un tenor lírico alemán.

## Biografía
Estudió en la Academia de Música de Berlín con Ernesto Grenzebach, perfeccionándose con la contralto Lula Mysz-Gmeiner; más tarde se casó con su hija, la soprano Susana Mysz (1909-1979), madre de su única hija, la actriz Sylvia Anders (Berlín, 1943).
Debutó en 1931 en Berlín en La belle Hélène y en Heidelberg, como Jacquino en Fidelio. 
Perteneció al elenco estable de Darmstadt (1933-35), Colonia (1935-36), Hannover (1937-38), Munich (1938-40) y Berlín entre 1940 y 1948. 
La primera parte de su carrera fue dedicada a papeles de tenor lírico como Belmonte, Tamino, Lyonel, Hoffmann, Alfredo, Rodolfo, el Duque de Mantua, Leukipos y posteriormente, desde 1949, incorporó roles de tenor dramático como Fidelio, Der Freischütz, Tannhäuser, Lohengrin, Die Meistersinger von Nürnberg, Die Walküre y Otello. 
Su carrera internacional lo llevó al Covent Garden, La Monnaie, Teatro di San Carlo y Glyndebourne. 
Uno de los cantantes favoritos de Adolfo Hitler, fue un importante recitalista y tenor en operetas. 
Grabó la primera versión del original para tenor de Viaje de invierno de Franz Schubert en 1945 con Michael Raucheisen y en 1952.
Murió en un accidente automovilístico en la carretera Hannover-Hamburgo, donde fue internado y, cinco días después, murió a la edad de 46 años. Fue enterrado en el cementerio Ohlsdorf de Hamburgo.

## Publicaciones
- Ferdinand Kösters: Peter Anders. Biographie eines Tenors. Monsenstein, Münster 2008 ISBN 978-3-86582-679-4